# Passé composé
Das Passé composé ist eine Zeitform (Tempus) der französischen Sprache, die in etwa dem deutschen Perfekt entspricht. Es ist die überwiegende Perfektform der gesprochenen Sprache. In der Schriftsprache wird mitunter auch das passé simple benutzt. Es entspricht im spanischen dem Pretérito perfecto compuesto oder dem italienischen Passato prossimo und hat funktionelle Gemeinsamkeiten mit dem englischen Present perfect.

## Verwendung
Das passé composé wird verwendet, um abgeschlossene Handlungen in der Vergangenheit zu kennzeichnen (zeitlich begrenzte Handlung, punktuelle Handlung). Bei diesen werden Anfang und/oder Ende des Geschehens immer mit in den Blick genommen; so steht es z. B. bei neu eintretenden Handlungen:
- Tout à coup le camion s’est renversé  „Plötzlich ist der Lkw umgekippt.“
- Ce jour-là j’ai raté le bus „An diesem Tag habe ich den Bus verpasst.“

Es wird ebenso bei Handlungen verwendet, die in der Vergangenheit aufeinanderfolgten:
- D’abord, ma mère a préparé le petit déjeuner et ensuite, j’ai fait la vaisselle „Zuerst hat meine Mutter das Frühstück zubereitet und danach habe ich das Geschirr abgewaschen“

Auch beschreibt das passé composé aktive Handlungen, die sich in der Vergangenheit zugetragen haben:
- La falaise est tombée dans la  mer „Der Felsen stürzte ins Meer“

Im Gegensatz zu solchen aktiven Handlungen wird das Imparfait verwendet. Ein mit dieser Zeitform beschriebenes Geschehen wird dann ohne Betrachtung von Anfang oder Ende dargestellt. Dabei handelt es sich demnach um Zustandsbeschreibungen oder im Verlauf befindliche Handlungen der Vergangenheit.
Bei Bewegungsverben, die eine Richtung angeben, nimmt man être (elle n’est pas allée ); bei allen anderen avoir (il a fait un excursion à vélo).

## Bildung
Das passé composé besteht aus einem Hilfs- und einem Hauptverb. Als Hilfsverb dienen avoir und wesentlich seltener être.

### Participe passé
Als Hauptverb wird das participe passé genommen.
In der „-er“ Verbgruppe endet es auf „-é“, z. B.:
- demander – demandé
- parler – parlé (sprechen)
- rester – resté (bleiben)

In der „-ir“ Verbgruppe endet es auf „-i“, z. B.:
- rougir – rougi
- grandir – grandi

In der dritten Verbgruppe mit der Endung „-re“ oder „-oir“ endet es auf „-u“, z. B.:
- rendre – rendu (zurückgeben)
- valoir – valu
- vouloir – voulu (wollen)

Unregelmäßige Verben sind unter anderen:
- acquérir – acquis (erwerben)
- avoir – eu (haben)
- boire – bu (trinken)
- connaître – connu (kennen)
- courir – couru (laufen)
- croire – cru (glauben)
- devoir – dû (müssen)
- dire – dit (sagen)
- écrire – écrit (schreiben)
- être – été (sein)
- faire – fait (machen)
- fuir – fui (fliehen)
- joindre – joint (hinzufügen)
- lire – lu (lesen)
- mettre – mis (legen, stellen, setzen)
- mourir – mort (sterben)
- naître – né (geboren werden)
- peindre – peint (malen)
- plaire – plu (gefallen)
- pouvoir – pu (können)
- prendre – pris (nehmen)
- recevoir – reçu (empfangen)
- résoudre – résolu (beschließen)
- rire – ri (lachen)
- savoir – su (wissen)
- suivre – suivi (folgen)
- vaincre – vaincu (besiegen)
- valoir – valu (wert sein, gelten)
- venir – venu (kommen)
- vivre – vécu (leben)
- voir – vu (sehen)

### Avoir oder être
Es gibt mit être und avoir zwei Hilfsverben, die nach bestimmten Regeln verwendet werden. Ist das Hauptverb ein sogenanntes Verb der Bewegung (z. B. monter, venir) oder ein reflexives Verb (z. B. se lever), wird als Hilfsverb eine konjugierte Form von être verwendet. Daneben bilden noch naître und mourir das passé compose ebenfalls mit être. Hier eine Liste aller nicht reflexiven Verben, bei denen das passé composé mit être gebildet wird:
aller – venir
arriver – partir
entrer – sortir
monter – descendre, allerdings nur bei intransitivem Gebrauch
naître – mourir
tomber – devenir
rester – revenir
rentrer – retourner
Hierzu gibt es folgenden Merkspruch:
Aller und venir,
arriver und partir,
entrer und sortir,
tomber, devenir,
revenir und rester,
retourner und rentrer,
mourir und auch naître
gebrauche mit être!
oder auch:
Aller, rester, demeurer,
entrer, rentrer, retourner,
auch descendre und monter,
sowie tomber, arriver,
mourir, naître, partir pour,
venir, sortir, être nur!
oder auch:
Aller, venir, partir,
sortir, entrer, rentrer,
rester, tomber, arriver,
demeurer, retourner, monter,
descendre, mourir und naître
bilden das passé composé mit être!
oder auch:
aller,venir,arriver
sortir,partir,retourner
rester
entrer
rentrer
tomber
monter
descendre
mourir und
naître
verbinde stets mit être!
In allen anderen Fällen wird das passé composé mit einer konjugierten Form von avoir gebildet.
Das entsprechend der verwendeten Person konjugierte Hilfsverb steht stets im Präsens, vom eigentlichen Hauptverb wird das participe passé verwendet.
Bei verneinenden Konstrukten wird nur das Hilfsverb verneint. Die sogenannte Verneinungsklammer ne … pas umschließt also nur das Hilfsverb.
Beispiel für intransitiven Gebrauch:
je suis sorti(e) avec une amie. „Ich bin mit einer Freundin ausgegangen“ (intransitiver Gebrauch)
aber
J’ai sorti le chien. „Ich habe den Hund ausgeführt.“

### Nichtreflexive Verben
- Hilfsverb ist être

Die Form des participe passé wird bei nichtreflexiven Verben immer bezüglich Numerus (Singular oder Plural) und Genus (männlich oder weiblich) an das Subjekt (Substantiv oder Personalpronomen) des Satzes angepasst, indem ein entsprechendes Suffix (Accord) an die Verbform angehängt wird.
| Numerus  | Genus    | Suffix | Beispiel          |
| -------- | -------- | ------ | ----------------- |
| Singular | männlich | –      | –                 |
| Singular | weiblich | -e     | elle est allée    |
| Plural   | männlich | -s     | ils sont allés    |
| Plural   | weiblich | -es    | elles sont allées |

- Hilfsverb ist avoir

Die Form des passe composé wird nur in zwei Fällen verändert:
1. wenn dem Verb ein direktes Objektpronomen vorausgeht.
2. wenn das Objekt des Satzes durch einen Relativsatz näher erläutert wird.
Dann wird das Hauptverb wie bei être ebenfalls durch ein Suffix verändert. Nicht verändert wird die Verbform, wenn nur ein indirektes Objektpronomen (lui, leur) vorausgeht.
| Numerus  | Genus    | Pron. | Suffix |
| -------- | -------- | ----- | ------ |
| Singular | männlich | le    | –      |
| Singular | weiblich | la    | -e     |
| Plural   | männlich | les   | -s     |
| Plural   | weiblich | les   | -es    |

Beispiele:
J’ai écrit une lettre. „Ich habe einen Brief geschrieben.“
→ kein direktes Objektpronomen und kein Relativsatz → Hauptverb unverändert
la lettre que j’ai écrite  „der Brief, den ich geschrieben habe“
→ Relativsatz, der das Objekt näher erläutert → Hauptverb verändert
Ils se sont parlé. „Sie haben miteinander gesprochen.“
→ parler à quelqu’un  „mit jemandem sprechen“  → se ersetzt à quelqu’un und ist damit indirektes Objekt → Hauptverb unverändert

### Reflexive Verben
Reflexive Verben verhalten sich wie Verben, die das passé composé mit avoir bilden. Sie werden, obwohl sie mit dem Hilfsverb être gebildet werden, nur nach vorausgehendem direkten Objektpronomen verändert. Da reflexive Verben immer ein Pronomen beinhalten, muss man sorgfältig unterscheiden, ob es sich um ein direktes oder indirektes handelt.
| Numerus  | Genus    | Pronomen       | Suffix |
| -------- | -------- | -------------- | ------ |
| Singular | männlich | me, se         | –      |
| Singular | weiblich | me, se         | (-e)   |
| Plural   | männlich | nous, vous, se | (-s)   |
| Plural   | weiblich | nous, vous, se | (-es)  |

Beispiele:
Elle s’est lavée. „Sie hat sich gewaschen“
→ laver quelqu’un  „jemanden waschen“ → se ist direktes vorausgehendes Objekt (Akkusativ) → Hauptverb verändert
Elle s’est lavé les mains. „Sie hat sich die Hände gewaschen.“
→ laver quelque chose à quelqu’un  „jemandem etwas waschen“ → se ist indirektes Objekt (Dativ) → Hauptverb unverändert